# Konrad Duden
Konrad Alexander Friedrich Duden (3. ledna 1829 Gut Bossigt, Lackhausen u Weselu – 1. srpna 1911 Sonnenberg u Wiesbadenu) byl německý gymnaziální učitel a filolog. Jeho jméno dodnes nesou slovníky německého jazyka Duden.

## Význam
Konrad Duden se celý život zasazoval o sjednocení německého pravopisu. V roce 1880 vydal Vollständiges Orthographisches Wörterbuch der deutschen Sprache (Úplný pravopisný slovník německého jazyka), který na 187 stranách obsahoval 28 000 hesel. Tímto dílem položil základy slovníkových edic Duden, které dodnes vycházejí. Aktuální, 23. vydání pravopisného slovníku Duden z roku 2004 zahrnuje 125 000 hesel.